# جوزيف اماسا مونك
جوزيف اماسا مونك (بالإنجليزية: Joseph Amasa Munk)‏ هو طبيب أمريكي، ولد في 19 نوفمبر 1847، وتوفي في 4 ديسمبر 1927.